# 3-й гвардейский танковый корпус
3-й гвардейский танковый Котельниковский Краснознамённый ордена Суворова корпус — оперативное войсковое объединение в составе Рабоче-крестьянской Красной Армии СССР.
Условное наименование — войсковая часть полевая почта (в/ч пп) № 44181.
Сокращённое наименование — 3 гв. тк

## История

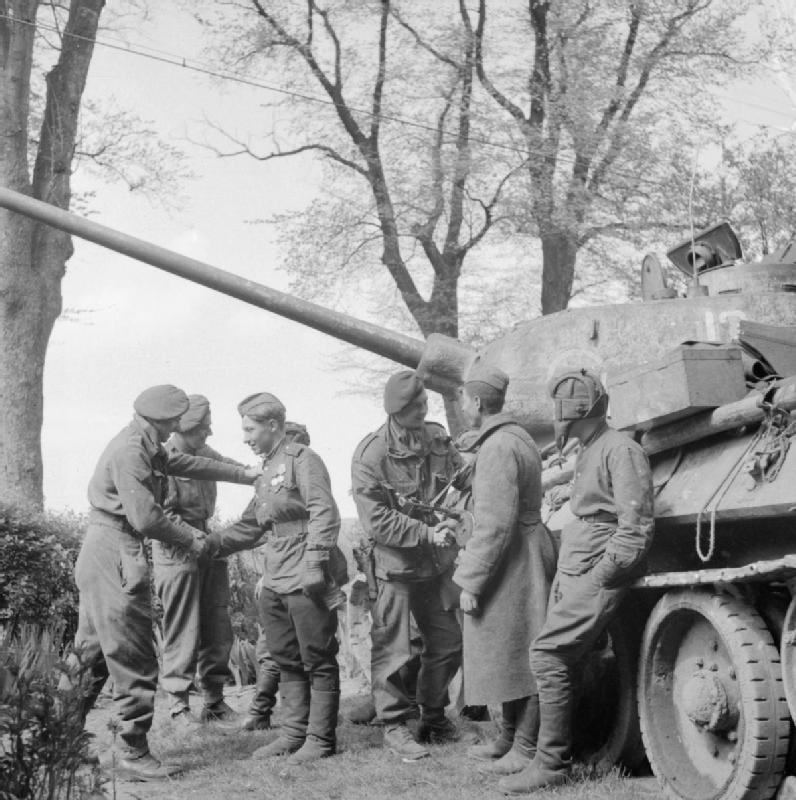
Встреча советских танкистов (3 гв.тк) и английских десантников (6 вдд) под Висмаром, 3 мая 1945

Приказом Наркомата Обороны СССР № 413 от 29 декабря 1942 года 7-й танковый корпус был преобразован в 3-й гвардейский танковый корпус.
До 3 января 1943 года корпус находился в резерве командующего 2-й гвардейской армии.
4 января 1943 года танковый корпус включен в состав подвижной механизированной группы 2-й гвардейской армии.
С февраля по 11 марта 1943 года корпус выведен в резерв подвижной механизированной группы в район Каменск-Шахтинский для доукомплектования матчастью и личным составом.
Из-за резкого обострения обстановки на Харьковском направлении 12 марта 1943 года корпус переподчинен Воронежскому фронту и уже в ночь на 13 марта начал выдвижение с целью удара во фланг немецкой танковой дивизии «Великая Германия», наступавшей на Белгород. В силу ряда причин (корпус находился в стадии переформирования, имел большой некомплект вооружения и техники, более чем наполовину за несколько дней до боёв укомплектован не участвовавшим в боях и плохо обученным пополнением, отсутствие средств ПВО и авиационного прикрытия, бросание в бой командованием армии по частям, неудовлетворительное взаимодействие с стрелковыми частями) корпус понёс большие потери и не смог предотвратить захват Белгорода немцами, но внёс большой вклад в остановку немецкого наступления. Потери корпуса в этих боях (13—28 марта) составили 156 танков, 8 миномётов, 46 автомашин, 903 человека убитыми и ранеными.
25 мая 1943 года командующий Степным военным округом генерал-лейтенант Попов вручил 3-му гвардейскому танковому корпусу гвардейское знамя.
После боев в составе Южного фронта корпус вошёл в состав создаваемой 5-й гвардейской танковой армии, но практически сразу же был передан в 4-ю гвардейскую, в составе которой участвовал в Курской битве.
После краткосрочного подчинения Воронежскому фронту корпус в ноябре был выведен в резерв и в феврале 1944 года был включен в состав Ленинградского фронта. В апреле 1944 года корпус был включён в состав 5-й гвардейской танковой армии, которая была переброшена на правое крыло 2-го Украинского фронта — в район города Бельцы, а позднее — в район Ботошани. Выгрузившись 7 апреля 1944 года на станции Винница, корпус, пройдя более 400 км, 14 апреля сосредоточился в районе Копэлэу, Строештий, Делений (10 км юго-восточнее Ботошани). После этого в начале мая 1944 года корпус участвовал в окончании Уманско-Ботошанской операции до 8 мая 1944 года.
К середине июня 1944 года корпус был переброшен в район Ярцево, а затем в составе 5-й гвардейской танковой армии участвовал в операции «Багратион» и освобождении Минска. Далее армия приняла участие в операции по освобождению Вильнюса. В сентябре 1944 года корпус сосредоточился в районе Добеле, где доукомплектовывался и восстанавливал материальную часть после более чем двух месяцев тяжелых боев. 
6 октября 1944 года корпус в составе 5-й гвардейской танковой армии перешел в наступление в ходе Мемельской операции. Но взять Мемель с ходу не удалось. 14 октября 1944 года корпус передал свой участок подошедшим общевойсковым соединениям и в составе своей армии вышел в новый район сосредоточения в лесах восточнее Плунгян. 19 октября корпус, располагавшийся в лесу, в нескольких километрах северо-восточнее Вайнеде, временно был передан в состав 6-й гвардейской армии. До 5 ноября он участвовал в безуспешных попытках ликвидации «Курляндского котла».
Затем корпус перебросили в район Белостока и в декабре 1944 года вывели из состава 5-й гвардейской танковой армии. В течение 11—17 февраля 1945 года корпус в районе Млавы получал боевую технику и оперативно был подчинен 19-й армии.  Совершив 250-километровый марш, он к исходу 21 февраля в полном составе сосредоточился в районе Венцборка. 25 февраля 1945 года он начал наступление на Бальденберг в рамках Восточно-Померанской операции и на следующий день взял этот город. 3 марта корпус достиг побережья Балтийского моря севернее Кёзлина. 10 марта корпус совместно со стрелковыми частями взял Лауенбург, а затем начал наступать на юго-восток, в направлении Шенвальде (Шемуд) для обхода Гдыни и был оперативно подчинен 70-й армии. 28 марта советские войска заняли Гдыню, и 30 марта корпус принял участие в боях за Данциг. 
К 17 апреля корпус был выдвинут в район Добберфуль, Гарден, Бабин. 20 апреля началась Штеттинско-Ростокская операция, и 26 апреля корпус начал выдвижение в исходный район для ввода в прорыв. 27 апреля он взял Пренцлау, 29 апреля — Нойбранденбург, 30 апреля — Штавенхаген. В ночь на 3 мая корпус был направлен в наступление на Висмар и в тот же день восточнее Висмара встретился с передовыми частями 2-й британской армии. Затем корпус сосредоточился в районе Бютцова (30—35 км восточнее Висмара), где война для него закончилась.

## Состав

### 1945
Управление корпуса
- 3-я гвардейская танковая Минско-Гданьская ордена Ленина Краснознамённая ордена Суворова бригада (бывшая 8-я)
- 18-я гвардейская танковая Минская ордена Ленина Краснознамённая орденов Суворова и Кутузова бригада (бывшая 62-я)
- 19-я гвардейская танковая Минская ордена Ленина Краснознамённая орденов Суворова и Кутузова бригада (бывшая 87-я)
- 2-я гвардейская мотострелковая Минско-Гданьская ордена Ленина Краснознамённая ордена Суворова бригада (бывшая 7-я)
- 1436-й самоходно-артиллерийский Минско-Гданьский ордена Ленина Краснознамённый ордена Суворова полк
- 1496-й самоходно-артиллерийский Минский ордена Ленина Краснознамённый орденов Суворова и Кутузова полк (бывший 1496-й иптап)
- 375-й гвардейский тяжёлый самоходно-артиллерийский Фокшанско-Гданьский Краснознамённый ордена Суворова полк (бывший 1832-й)
- 376-й гвардейский тяжёлый самоходно-артиллерийский Виленский полк (бывший 1545-й)
- 1072-й лёгкий артиллерийский Гданьский Краснознамённый ордена Кутузова полк
- 266-й миномётный Минский Краснознамённый орденов Суворова и Кутузова полк
- 1701-й зенитный артиллерийский Минский орденов Суворова и Кутузова полк
- 324-й гвардейский миномётный Минский Краснознамённый орденов Суворова и Александра Невского дивизион
- 749-й истребительный противотанковый артиллерийский Минский[4] ордена Красной Звезды[5] дивизион(в январе 1945 года передан на формирование 1978-го самоходного артиллерийского полка).
- 10-й отдельный гвардейский мотоциклетный Минский Краснознамённый ордена Красной Звезды батальон (бывший 73-й)

Части, подчиненные управлению корпуса:
- 430-й отдельный ордена Красной Звезды[7] батальон связи, с 18 июля 1943 года
- 154-й отдельный сапёрный Гданьский[8]орденов Кутузова[9] и Александра Невского[10] батальон, с 18 июля 1943 года
- 218-я отдельная рота химической защиты, с 18 июля 1943 года
- 7-я отдельная гвардейская автотранспортная рота подвоза ГСМ
- 114-я полевая авторемонтная база
- 74-я полевая танкоремонтная база, с 26 марта 1943 года
- 266-е авиазвено связи, с 18 июля 1943 года
- 43-й полевой автохлебозавод, с 18 июля 1943 года
- 418-я полевая касса Госбанка, с 18 июля 1943 года
- 2106-я военно-почтовая станция

## Подчинение
Период вхождения в действующую армию:
- 29 декабря 1942 года — 31 марта 1943 года;
- 18 июля 1943 года — 22 июля 1943 года;
- 13 августа 1943 года — 26 октября 1943 года;
- 26 февраля 1944 года — 31 мая 1944 года;
- 23 июня 1944 года — 19 декабря 1944 года;
- 6 января 1945 года — 9 мая 1945 года

| 01.01.1943 года | Южный фронт                               | 2-я гвардейская армия          |
| 01.03.1943 года | Южный фронт                               |                                |
| 01.04.1943 года | Резерв Ставки ВГК                         |                                |
| 01.05.1943 года | Резерв Ставки ВГК (Степной военный округ) |                                |
| 01.05.1943 года | Резерв Ставки ВГК (Степной военный округ) | 4-я гвардейская армия          |
| 01.08.1943 года | Резерв Ставки ВГК                         | 4-я гвардейская армия          |
| 01.09.1943 года | Воронежский фронт                         | 4-я гвардейская армия          |
| 01.10.1943 года | Центральный фронт                         | 38-я армия                     |
| 01.11.1943 года | Резерв Ставки ВГК                         |                                |
| 01.12.1943 года | Московский военный округ                  |                                |
| 01.01.1944 года | Резерв Ставки ВГК                         |                                |
| 01.02.1944 года | Московский военный округ                  |                                |
| 01.03.1944 года | Ленинградский фронт                       |                                |
| 01.05.1944 года | 2-й Украинский фронт                      |                                |
| 01.06.1944 года | Резерв Ставки ВГК                         | 5-я гвардейская танковая армия |
| 01.07.1944 года | 3-й Белорусский фронт                     | 5-я гвардейская танковая армия |
| 01.09.1944 года | 1-й Прибалтийский фронт                   | 5-я гвардейская танковая армия |
| 01.01.1945 года | 2-й Белорусский фронт                     |                                |
| 01.03.1945 года | 2-й Белорусский фронт                     | 19-я армия                     |
| 01.04.1945 года | 2-й Белорусский фронт                     |                                |

## Командование корпуса

### Командиры корпуса
- Ротмистров, Павел Алексеевич (29.12.1942 — 17.02.1943), гвардии генерал-лейтенант танковых войск;
- Баскаков, Владимир Николаевич (18.02.1943 — 01.03.1943), полковник (ВРИД);
- Вовченко, Иван Антонович (02.03.1943 — 10.08.1944), генерал-майор танковых войск;
- Панфилов, Алексей Павлович (11.08.1944 — 09.05.1945), генерал-лейтенант танковых войск[12].

### Заместители командира бригады по строевой части
- Чернояров Николай Андреевич[13] (09.1943 — 12.1943), полковник;
- Громагин, Михаил Александрович (— 08.1944), генерал-майор танковых войск;
- Лебедев Николай Михайлович[14] (30.09.1944 — 02.1945), полковник;
- Малышев, Михаил Иванович (10.12.1944 — 31.10.1945), генерал-майор танковых войск (ИД).

### Заместитель командира дивизии по политической части
- Шаталов Николай Васильевич[15] (29.12.1942 — 16.06.1943), полковник[16].

### Начальники штаба корпуса
- Баскаков, Владимир Николаевич (29.12.1942 — 00.03.1943), полковник;
- Малышев Михаил Иванович (03.1943 — 09.12.1944), полковник, генерал-майор танковых войск;
- Кочерин Николай Александрович (12.1944 — 09.05.1945), полковник[17]

### Начальники политотдела, с 06.1943 он же заместитель командира по политической части
- Сидякин Иван Васильевич[18] (13.05.1943 — 12.04.1945), полковник;
- Купырев Григорий Иванович (12.04.1945 — 14.07.1945), полковник[16].

## Отличившиеся воины
| Награда | Ф. И.О                             | Звание                                   | Должность | Дата награждения                                                                 | Примечания                       |
| ------- | ---------------------------------- | ---------------------------------------- | --- | -------------------------------------------------------------------------------- | -------------------------------- |
|         | Герасимов, Владимир Иванович       | гвардии старший сержант                  | командир отделения автоматчиков моторизованного батальона 18-й гвардейской танковой бригады                                                                            | 24 марта 1945 года                                                               |                                  |
|         | Глотов, Иван Михайлович            | гвардии младший сержант                  | мотоциклист 10-го отдельного гвардейского Минского Краснознамённого ордена Красной Звезды мотоциклетного батальона                                                     |                                                                                  |                                  |
|         | Глотов, Николай Тимофеевич         | гвардии сержант                          | командир отделения автоматчиков моторизованного батальона автоматчиков 3-й гвардейской Минско-Гданьской ордена Ленина Краснознамённой ордена Суворова танковой бригады |                                                                                  |                                  |
|         | Данилов, Алексей Ильич             | гвардии сержант                          | стрелок-радист танка 2-го танкового батальона 3-й гвардейской танковой бригады                                                                                         |                                                                                  |                                  |
|         | Дейнекин, Павел Иванович           | гвардии лейтенант                        | командир танковой роты 19-й гвардейской танковой бригады | 24 марта 1945 года                                                               | Погиб в бою 22 марта 1945 года   |
|         | Дмитриевский, Борис Николаевич     | гвардии старший лейтенант                | командир танковой роты 3-й гвардейской танковой бригады | 29 июня 1945 года                                                                | Умер от ран 11 марта 1945 года   |
|         | Ерофеевских, Леонид Константинович | гвардии капитан                          | командир моторизированного батальона автоматчиков 3-й гвардейской танковой бригады                                                                                     | 24 марта 1945 года                                                               | Погиб в бою в июле 1944 года     |
|         | Зазорин, Георгий Александрович     | гвардии старшина                         | механик-водитель танка 3-й гвардейской Минско-Гданьской ордена Ленина Краснознамённой ордена Суворова танковой бригады                                                 |                                                                                  |                                  |
|         | Калашников, Николай Семёнович      | гвардии майор                            | командир моторизированного батальона автоматчиков 19-й гвардейской танковой бригады                                                                                    | 24 марта 1945 года                                                               |                                  |
|         | Ковалёв, Григорий Семёнович        | гвардии сержант                          | стрелок 2-й гвардейской мотострелковой бригады | 24 марта 1945 года                                                               | Погиб в бою 18 августа 1944 года |
|         | Красавин, Павел Александрович      | гвардии красноармеец                     | автоматчик взвода разведки роты управления 19-й гвардейской Минской ордена Ленина Краснознамённой орденов Суворова и Кутузова танковой бригады                         | Указ Президиума ВС СССР от 29 июня 1945 года награждён Орденом Славы I степени   |                                  |
|         | Крыжановский, Савва Поликарпович   | гвардии сержант                          | командир отделения автоматчиков 2-й гвардейской мотострелковой бригады                                                                                                 | 10 января 1944 года                                                              |                                  |
|         | Ларькин, Иван Фёдорович            | гвардии младший сержант                  | радист-пулемётчик танка 3-й гвардейской танковой бригады |                                                                                  |                                  |
|         | Лисин, Василий Владимирович        | гвардии красноармеец                     | автоматчик 10-го отдельного гвардейского мотоциклетного батальона |                                                                                  |                                  |
|         | Лукьянов, Прокофий Максимович      | гвардии старшина                         | писарь-каптенармус 1-го мотострелкового батальона 2-й гвардейской мотострелковой бригады                                                                               |                                                                                  |                                  |
|         | Мальцев, Пётр Спиридонович         | гвардии старшина                         | командир миномётного расчёта 2-й гвардейской мотострелковой бригады | Указ Президиума ВС СССР от 29 июня 1945 года награждён Орденом Славы I степени   |                                  |
|         | Михайлов, Борис Александрович      | гвардии лейтенант                        | командир батареи 1496-го истребительно-противотанкового артиллерийского полка                                                                                          | 10 января 1944 года                                                              | Погиб в бою 3 июля 1944 года     |
|         | Мишин, Александр Степанович        | гвардии красноармеец                     | стрелок 1-й стрелковой роты, 2-й гвардейской мотострелковой бригады | 24 марта 1945 года                                                               | Погиб в бою 18 августа 1944 года |
|         | Морозов, Василий Фёдорович         | гвардии старшина                         | командир стрелкового отделения 2-го батальона 2-й гвардейской мотострелковой бригады                                                                                   | 29 июня 1945 года                                                                |                                  |
|         | Новиков, Иван Васильевич           | гвардии лейтенант                        | командир роты 3-го танкового батальона 18-й гвардейской танковой бригады                                                                                               | 24 марта 1945 года                                                               |                                  |
|         | Панфилов, Алексей Павлович         | гвардии генерал-лейтенант танковых войск | командир корпуса | 29 мая 1945 года                                                                 |                                  |
|         | Рязанцев, Александр Иванович       | гвардии подполковник                     | командир 2-й гвардейской мотострелковой бригады | 29 июня 1945 года                                                                | Погиб в бою 14 марта 1945 года   |
|         | Синельщиков, Матвей Трофимович     | гвардии старшина                         | механик-водитель танка 18-й гвардейской танковой бригады | Указ Президиума ВС СССР от 1 октября 1968 года награждён Орденом Славы I степени |                                  |
|         | Тупицын, Иван Никитович            | гвардии старший лейтенант                | командир самоходной артиллерийской установки ИСУ-122 375-го гвардейского тяжёлого самоходного артиллерийского полка                                                    | 29 июня 1945 года                                                                | посмертно                        |
|         | Фещенко, Пётр Васильевич           | гвардии капитан                          | командир 1-го танкового батальона 19-й гвардейской танковой бригады | 24 марта 1945 года                                                               |                                  |
|         | Фёдоров, Иван Михайлович           | гвардии старшина                         | механик-водитель 3-й гвардейской танковой бригады |                                                                                  |                                  |
|         | Чеботарёв, Василий Михайлович      | гвардии лейтенант                        | оперуполномоченный отдела контрразведки СМЕРШ, 19-й гвардейской танковой бригады                                                                                       | 29 июня 1945 года                                                                | Погиб в бою 27 июня 1944 года    |
|         | Шкуратов, Владимир Гаврилович      | гвардии сержант                          | командир самоходной артиллерийской установки разведывательной роты 2-й гвардейской мотострелковой бригады                                                              | Указ Президиума ВС СССР от 29 июня 1945 года награждён Орденом Славы I степени   |                                  |

## Награды корпуса
| Награда (наименование)                  | Дата награждения                                                                  | За что получена |
| --------------------------------------- | --------------------------------------------------------------------------------- | --- |
| Почётное звание «Гвардейский»           | присвоено приказом Народного комиссара обороны СССР № 413 от 29 декабря 1942 года | За проявленную отвагу в боях за Отечество с немецкими захватчиками, за стойкость, мужество, дисциплину и организованность, за героизм личного состава  |
| Почётное наименование «Котельниковский» | присвоено приказом Народного комиссара обороны СССР № 42 от 27 января 1943 года   | За особые отличия в боях за Отечество с немецкими захватчиками                                                                                         |
| Орден Красного Знамени                  | награждён указом Президиума Верховного Совета СССР от 25 июля 1944 года           | За образцовое выполнение заданий командования в боях с немецкими захватчиками, за овладение городом Вильнюс и проявленные при этом доблесть и мужество |
| Орден Суворова II степени               | награждён указом Президиума Верховного Совета СССР от 5 апреля 1945 года          | За образцовое выполнение заданий командования в боях с немецкими захватчиками при овладении городом Кезлин и проявленные при этом доблесть и мужество  |

## Послевоенная история
10 июля 1945 года, в соответствии с директивой Ставки Верховного Главнокомандования № 11097 от 29 мая 1945 года, 3-й гвардейский танковый корпус вошёл в Северную группу войск, с местом дислокации город Краков, Польской Народной Республики.
4 июля 1945 года, на основании приказа НКО СССР № 0013 от 10 июня 1945 года, 3-й гвардейский танковый корпус был преобразован в 3-ю гвардейскую танковую Котельниковскую Краснознамённую ордена Суворова дивизию (в/ч 44181) в непосредственном подчинении Северной группе войск.
В июне 1946 года 3-я гвардейская танковая дивизия вошла в 7-ю механизированную армию. 20 декабря 1946 года 7-я механизированная армия была переформирована в 7-ю отдельную кадровую танковую дивизию. В связи с этим 3-я гвардейская танковая дивизия была свёрнута в 3-й гвардейский кадровый танковый полк. В мае 1948 года 7-я отдельная кадровая танковая дивизия была передислоцирована в город Борисов. 21 марта 1950 года 7-я отдельная танковая дивизия была развёрнута в 7-ю механизированную армию в составе Белорусского военного округа, а 3-й гвардейский кадровый танковый полк снова стал дивизией с местом дислокации населённый пункт Заслоново, Лепельского района.
20 мая 1957 года 7-я механизированная армия была преобразована в 7-ю танковую армию, 3-я гвардейская танковая дивизия осталась в составе армии. 1 июня 1989 года 3-я гвардейская танковая дивизия была свёрнута в 5357-ю гвардейскую базу хранения вооружения и техники. На её место прибыла 19-я гвардейская танковая дивизия..

## Память
- Музей боевой славы 3-го Гвардейского Котельниковского танкового корпуса имени Героя Советского Союза Бориса Дмитриевского в московской школе.